# Nika
Nika – imię żeńskie o dyskusyjnym pochodzeniu. Może pochodzić od greckiego słowa nike oznaczającego zwycięstwo lub być zdrobnieniem od takich imion jak: Monika, Dominika, Berenika czy Weronika. ewentualnie od imion Nikola, Nikoleta, Nikolina, Nikodema itd.
Znane osoby o tym imieniu:
- Nikka Costa – piosenkarka amerykańska
- Nikki Webster – australijska piosenkarka i aktorka
- Nikki Reed – angielska aktorka
- Nika Vodan – słoweńska skoczkini narciarska
- Nika Prevc – słoweńska skoczkini narciarska

Postacie fikcyjne:
- Nika Mickiewicz – główna bohaterka polskiej serii „Felix, Net i Nika” Rafała Kosika

Inne:
- Nika – najbardziej prestiżowa rosyjska nagroda filmowa przyznana od 1988 r. przez Rosyjską Akademię Sztuki Filmowej.